# Ancrages (magazine)
Pour les articles homonymes, voir Ancrage et Encrage.
Ancrages est un magazine trimestriel français publiée par la société Bachy et présentant tous les travaux en cours ou à venir. Il paraît tous les trimestres entre janvier 1987 et janvier 1997 pour un total de 36 numéros.